# 비르팅거 부등식 (2-형식)
미분기하학에서 비르팅거 부등식은 빌헬름 비르팅거의 이름을 따서 명명된 정리이다. 이에 따르면, {\displaystyle n} 복소수 차원의 켈러 다양체 {\displaystyle M} 위에서, 켈러 형식 {\displaystyle \omega }의 {\displaystyle 1\leq k\leq n}번 쐐기곱에 단위 부피의 단순 (분해 가능) {\displaystyle 2k}-벡터를 대입한 결과는 {\displaystyle k!}를 상계로 한다. 즉, 모든 정규 직교 벡터 {\displaystyle v_{1},\dots ,v_{2k}}에 대하여,
{\displaystyle (\underbrace {\omega \wedge \cdots \wedge \omega } _{k{\text{ times}}})(v_{1},\ldots ,v_{2k})\leq k!}
다시 말해, {\displaystyle \omega ^{k}/k!}는 {\displaystyle M} 위의 측정 형식이다. 등식이 성립할 필요충분조건으로부터, 켈러 다양체의 모든 부분 복소다양체는 그 호몰로지류에서 부피가 최소임을 보일 수 있다.

## 같이 보기
- 미분 형식
- 수축량

## 참고 문헌
1. ↑  Federer 1969, Section 1.8.2.

- Federer, Herbert (1969). 《Geometric measure theory》. Die Grundlehren der mathematischen Wissenschaften 153. Berlin–Heidelberg–New York: Springer-Verlag. doi:10.1007/978-3-642-62010-2. ISBN 978-3-540-60656-7. MR 0257325. Zbl 0176.00801.